# Jean-Pierre Garuet-Lempirou
Jean-Pierre Garuet-Lempirou (Lourdes, 15 giugno 1953) è un ex rugbista a 15 e politico francese.

## Biografia
Pilone del Lourdes tra gli anni settanta e ottanta, Garuet-Lempirou militò in Nazionale dal 1983, anno in cui esordì in un test match contro l'Australia a Clermont-Ferrand, al 1990, nel corso di tale edizione del Cinque Nazioni; partecipò a sette tornei consecutivi, dal 1984 a quello citato del 1990, vincendone in totale quattro, uno dei quali in solitaria, due a pari merito e uno con il Grande Slam.
Prese inoltre parte alla Coppa del Mondo di rugby 1987 che vide la Francia in finale, sconfitta dai padroni di casa della Nuova Zelanda.
Da dopo il ritiro, Garuet-Lempirou si è dedicato alla sua azienda agricola di Pontacq (in Aquitania, non distante da Lourdes), e dal 2003 è consigliere comunale a Lourdes, dove ricopre anche l'incarico di vicesindaco e assessore allo Sport, nella cui veste ha avviato iniziative pubbliche per diffondere il rugby tra i giovani e i disabili.